# Epilecta lutosa
Epilecta lutosa là một loài bướm đêm trong họ Noctuidae.